# J̄
La J con macrón (Mayúscula: J̄ minúscula: j̄) , es un grafema utilizado en la romanización yaghoubi del idioma pastún o en la romanización del alfabeto karosti. Esta es la letra J diacrítica con un macrón.

## Codificación
La J con macrón se puede representar con los siguientes caracteres unicode:
| forma     | representación | puntos de código | descripción                         |
| --------- | -------------- | ---------------- | ----------------------------------- |
| Mayúscula | J̄              | U+004A U+0304    | Letra mayúscula latina j con macrón |
| minúscula | j̄              | U+006A U+0304    | letra minúscula latina j con macrón |